# Pedro Velho (ort)
Pedro Velho är en ort i Brasilien.   Den ligger i kommunen Pedro Velho och delstaten Rio Grande do Norte, i den östra delen av landet, 1 700 km nordost om huvudstaden Brasília. Pedro Velho ligger 25 meter över havet och antalet invånare är 6 366.
Terrängen runt Pedro Velho är huvudsakligen platt. Pedro Velho ligger nere i en dal. Närmaste större samhälle är Canguaretama, 12,1 km nordost om Pedro Velho.
Omgivningarna runt Pedro Velho är en mosaik av jordbruksmark och naturlig växtlighet. Runt Pedro Velho är det ganska tätbefolkat, med 116 invånare per kvadratkilometer.